# 족포자충류
족포자충류(簇胞子蟲類, gregarines)는 정단복합체충문에 속하는 원생생물 분류군의 하나이다. 족포자충아강(Gregarinasina 또는 Gregarinia)으로 분류한다. 무척추동물의 장관 또는 체강에서 기생하는 포자충류이다. 곤충의 장을 조사하면 상당수의 빈도로 발견되는 흔한 생물군이지만, 연구는 그다지 진행되지 않았다. 현재까지 약 1,700여 종이 알려져 있지만, 발견된 종의 수백배의 종이 존재할 것으로 추정되고 있다.

## 하위 분류
- 열포자충목 (Archigregarinorida)
- 진포자충목 (Eugregarinorida)
- 신포자충목 (Neogregarinorida)